# Paraona bicolor
Paraona bicolor là một loài bướm đêm thuộc phân họ Arctiinae, họ Erebidae.